# Kinepolis Enschede
Kinepolis Enschede is een bioscoop in Enschede met 2.548 stoelen in 10 zalen. Het filmtheater is gebouwd naast De Grolsch Veste, het voetbalstadion van FC Twente en treinstation Enschede Kennispark.

## Geschiedenis
In 2000 werden de eerste voorstellingen gegeven. De toenmalige eigenaar CineStar-Kino gaf de bioscoop de naam CineStar. CineStar werd overgenomen door Wolff Bioscopen. Wolff Bioscopen werd in 2014 overgenomen door Kinepolis. In 2016 is Wolff CineStar hernoemd tot Kinepolis Enschede. 

## Theater
Het theater heeft de beschikking over moderne projectie- en geluidsapparatuur, wand tot wand filmschermen en 3D-projectie via het RealD-systeem. Een zaal is voorzien van een projector met 4K-resolutie, Laser-Ultra. Er is ook een zaal met ScreenX met projectie op de zijwanden. De eerder naast de arcade aanwezige eetgelegenheden zijn gesloten.